# Dulcie Cooper
Dulcie Cooper (3 de noviembre de 1903 – 3 de septiembre de 1981), conocida brevemente como Dulcy Cooper, fue una actriz de teatro estadounidense nacida en Australia que también actuó en el cine mudo y, más tarde, en televisión.

## Primeros años
Dulcie Cooper nació como Dulcie Mary Robinson en Sídney, Nueva Gales del Sur, Australia, en 1903. Su padre, Ashley Cooper (nacido Cecil Augustus Robinson), era dibujante y más tarde se interesó por el teatro. Pasó parte de su infancia en California. Mientras la familia residía en Vancouver, Columbia Británica, le asignaron algunos papeles infantiles. Conocida por su pelo rizado rubio claro, empezó a actuar cuando sólo tenía dos años y medio. Interpretó muchas veces a la pequeña Eva y también el papel de Oliver Twist. A los ocho años, sus padres decidieron retirarla del teatro. Unos años más tarde asistió a una representación de Marjorie Rambeau en un teatro de San Francisco. Le dieron la oportunidad de interpretar a la hija de la estrella en un drama titulado Valley of Content. Después de esto, su familia cedió y la joven volvió al teatro.

## Carrera
Cooper llegó a Los Ángeles, donde interpretó papeles principales junto a Edward Everett Horton en el Majestic Theater durante unos siete meses. El marido de Cooper, Stafford Campbell, también actuó en el Majestic en 1924, como telonero de Rambeau. Un periodista se fijó en las actuaciones de Dulcie y aconsejó a la actriz que fuera a Nueva York. Hizo el viaje y debutó en el este en Little Spitfire, en Newark, Nueva Jersey. Pronto cruzó la bahía hasta Manhattan, donde apareció en Courage, una obra que se representó durante un año en Broadway en 1928. Tuvo un papel principal en el reparto de They Took The Town, que se estrenó en Charleston, Virginia Occidental, en octubre de 1936.
Cooper consideraba que sus primeras actuaciones en la pantalla estaban por debajo de su nivel. La Fox Film Corporation la contrató a principios de la década de 1920 y más tarde fue cortejada por Paramount Pictures y Metro Goldwyn Mayer. Tuvo papeles en Charge It (1921), Live and Let Live (1921), What No Man Knows (1921), Desert Blossoms (1921) y Do and Dare (1922) con Tom Mix. Su última película fue The Face on the Bar Room Floor (1932). En televisión, apareció en la obra Sorry, Wrong Number en 1946 y en un episodio de The Phil Silvers Show en 1957.
En la década de 1960, Cooper actuó con frecuencia con la compañía de teatro de verano Kenley Players, de John Kenley, en Ohio y Michigan. Interpretó muchos papeles en musicales con la compañía, como el de la tía Eller en Oklahoma! y el de Eulalie Shinn en The Music Man.

## Filmografía parcial
- Live and Let Live (1921)
- Desert Blossoms (1921)
- Do and Dare (1922)
- The Hands of Nara (1922)

## Muerte
Dulcie Cooper murió en la ciudad de Nueva York en 1981, a los 77 años, por causas no reveladas.